# 신원호 (연출가)
신원호(1975년 8월 28일 ~ )는 서울에서 태어난 대한민국의 CJ E&M 프로듀서이다.

## 학력과 경력
- 1994년 서울대학교 공과대학 화학공학과 입학
- 2001년 서울대학교 공과대학 응용화학부 졸업 (언론정보학 부전공)
- 2001년 KBS 예능본부 프로듀서
- 2011년 ~ 2018년 7월 CJ E&M 프로듀서
- 2018년 7월 ~ 2023년 1월: CJ ENM E&M 부문 프로듀서
- 2023년 1월 ~ : 에그이즈커밍 PD

## 연출한 프로그램
- 2004년 KBS2 《올드미스 다이어리》
- 2004년 KBS2 《스타골든벨》
- 2007년 KBS2 《해피선데이 - 불후의 명곡》
- 2009년 KBS2 《해피선데이 - 남자의 자격》
- 2012년 tvN 《응답하라 1997》
- 2013년 tvN 《응답하라 1994》
- 2015년 tvN 《응답하라 1988》
- 2017년 tvN 《슬기로운 감빵생활》
- 2020년 tvN 《슬기로운 의사생활》
- 2021년 tvN 《슬기로운 의사생활 시즌2》
- 2025년 tvN 《언젠가는 슬기로울 전공의생활》크리에이터

## 드라마
- 2025년 tvN 《언젠가는 슬기로울 전공의생활》 (특별출연)

## 수상 경력
- 2017년 아시아 아티스트 어워즈 베스트 크리에이터
- 2016년 제52회 백상예술대상 TV부문 연출상
- 2014년 제7회 코리아드라마페스티벌 연출상
- 2011년 제23회 한국PD대상 예능작품상
- 2011년 대한민국콘텐츠어워드 방송영상 그랑프리부문 문화체육관광부장관표창
- 2010년 제17회 대한민국 연예예술상 최우수 예능프로그램상
- 2010년 제47차 ABU상 엔터테인먼트 부문상

## 같이 보기
- 이명한
- 나영석
- 이우정
- 이경규
- 김국진
- 김태원
- 이윤석
- 김성민
- 이정진
- 윤형빈
- 박칼린

| 한국PD대상 《TV 예능부문 작품상》 |                          |                 |
| 2010년                            | 2011년 신원호            | 2012년          |
| 김태호 · 김준현 · 조욱형          | 2011년 신원호            | 서수민 · 손자연 |
|                                   |                          |                 |
| 무한도전                          | 해피선데이 - 남자의 자격 | 개그콘서트      |